# Сиприен Робер
Сиприѐн Робѐр (на френски: Cyprien Robert)  е френски лингвист, един от основателите на славистиката във Франция.

## Биография
Роден е на 11 февруари 1807 година в Анже.
Сиприен Робер е един от основателите на славистиката във Франция. На него се дължи добавянето на Адам Мицкевич в курса по славянски език и литература в Колеж дьо Франс (1845 – 1857). Редактор на Revue des Deux Mondes, където публикува множество статии, посветени на славянския въпрос.
През март 1848 година създава Дружеството за еманципация на славянските народи в Париж (по-често наричано „Славянското общество“). През пролетта на 1848 г. то наброява близо 200 членове, от които 80 % са поляци; сред тях привържениците на княз Чарториски са мнозинство.
След като приключва заниманията си със славистиката, Сиприен Робер се интересува от панлатинизма и представя в книга, озаглавена Le Panlatinisme, проект за конфедерация на народите от гало-латински произход: населението на Британските острови, това на Иберийския полуостров, французите, италианците, румънците и дори германците от левия бряг на Рейн. Реализирането на този проект би позволило политическото обединение на Запада под неоспоримата хегемония на Франция; това политическо тяло би било достатъчно мощно, за да се противопостави на „панславистка заплаха“, както и на американците и китайците.
Той също така е за българо-сръбски съюз и създаване на съюз от гърци, балкански славяни и турци за противопоставяне на Руската империя, която се стреми да се наложи на Балканите.
Член на Сръбското литературно дружество и Сръбското учено дружество.
Сиприен Робер пише за разпространението на българите на Балканския полуостров в труда си Les Slaves de Turquie. Serbes, Monténégrins, Bosniaques, Albanais et Bulgares. Leurs ressources, leurs tendances, издаден в 1844 година:
| „ | Независимо от преселенията и промените на местоживелищата на племената, сега, както и преди, географите посочват като граници на България: Тракия, Македония и Албания, три области, в които днес са уседнали голямо количество българи; днес в Македония това племе представлява ядрото на населението; там в целия югозапад, от планинските вериги между Кайлари [Кайляри], Хатица [Хатища], Острово и Верна [Бер] по долините на Ниауста [Негуш] и Водена [Воден] се говори сръбски и български, и само в юга на тази линия македонският селянин е грък. Една къса крайбрежнаа ивица от архипелага принадлежи изключително на славянски семейства, които притежават Бучук-Бечик [Кючук Бешик], Пазар-Джедид [Байракли], Долна Джумая и Сидеро-Кайеч [Сидерово]. В Солун броят на българските жители е така голям, че на този град не може да се гледа като на общо владение на гърци и славяни. | “ |

Сиприен Робер мистериозно изчезва през 60-те години на XIX век. Славистът Луи Леже напразно се опитва да открие следите му.

## Подбрани публикации
- Le Monde gréco-slave (articles), Revue des deux Mondes, Paris, 1842 (lire en ligne)
- Les Slaves de Turquie. Serbes, Monténégrins, Bosniaques, Albanais et Bulgares. Leurs ressources, leurs tendances, Paris, 1844 (lire en ligne)
- Les Deux Panslavismes, situation actuelle des peuples slaves vis-à-vis de la Russie, Paris, 1847
- Le Monde slave, son passé, son état présent et son avenir, Paris, 1852
- Le Panlatinisme, Paris, 1860